# Курский (Адыгея)
Ку́рский (адыг. Курскэр) — хутор в Гиагинском районе Республики Адыгеи России. Входит в Сергиевское сельское поселение.

## География
Хутор расположен в юго-восточной части Гиагинского района, на правом берегу реки Фарс. Находится в 0,5 км к югу от центра сельского поселения села Сергиевского, в 32 км к юго-востоку от районного центра станицы Гиагинской и в 32 км к северо-востоку от города Майкопа.
Площадь хутора составляет 0,82 км2, на которые приходятся 0,55 % от площади сельского поселения.
Населённый пункт расположен на Закубанской наклонной равнине, в переходной от равнинной в предгорную зоне республики. Средние высоты на территории хутора составляют около 176 метров над уровнем моря. Рельеф местности представляет собой волнистые равнины, имеющие общий уклон с юго-запада на северо-восток, с выраженными холмистыми и курганными возвышенностями. Долины рек изрезаны балками и понижениями.
Гидрографическая сеть представлена рекой Фарс, меандрирующей в населённом пункте. К востоку от хутора, в пойме пересыхающей безымянной речки расположена сеть искусственных водоёмов, используемых для различных нужд.
Климат влажный умеренный. Среднегодовая температура воздуха положительная и составляет+11,5°С. Среднемесячная температура воздуха в июле достигает +23,0°С. Среднемесячная температура января составляет 0°С. Среднегодовое количество осадков составляет 740 мм. Основная часть осадков выпадает в период с мая по июль.

## История
Хутор был основан в начале XX века на землях Сергиевской волости переселенцами из Курской губернии Российской империи.

## Население
| 2002 | 2010 | 2013 | 2014 | 2015 | 2016 | 2017 |
| ---- | ---- | ---- | ---- | ---- | ---- | ---- |
| 132  | ↘119 | ↘114 | ↘109 | ↗110 | ↘108 | ↗124 |
| 2018 | 2019 | 2020 | 2021 | 2023 | 2024 |      |
| ↗127 | ↗131 | ↗135 | ↘113 | ↘112 | ↘105 |      |

Плотность 128.05 чел./км2.
Национальный состав
По данным Всероссийской переписи населения 2010 года:
| Народ    | Численность, чел. | Доля от всего населения, % |
| -------- | ----------------- | -------------------------- |
| русские  | 111               | 93,3 %                     |
| украинцы | 5                 | 4,2 %                      |
| грузины  | 3                 | 2,5 %                      |
| всего    | 119               | 100 %                      |

Мужчины — 63 чел. (52,9 %). Женщины — 56 чел. (47,1 %).

## Инфраструктура
Ближайшие объекты социальной инфраструктуры расположены в центре сельского поселения селе Сергиевском.

## Улицы
| Весёлая  |
| Выгонная |

| Зелёная   |
| Подгорная |

| Прямая |